# Rathaus (Bern)

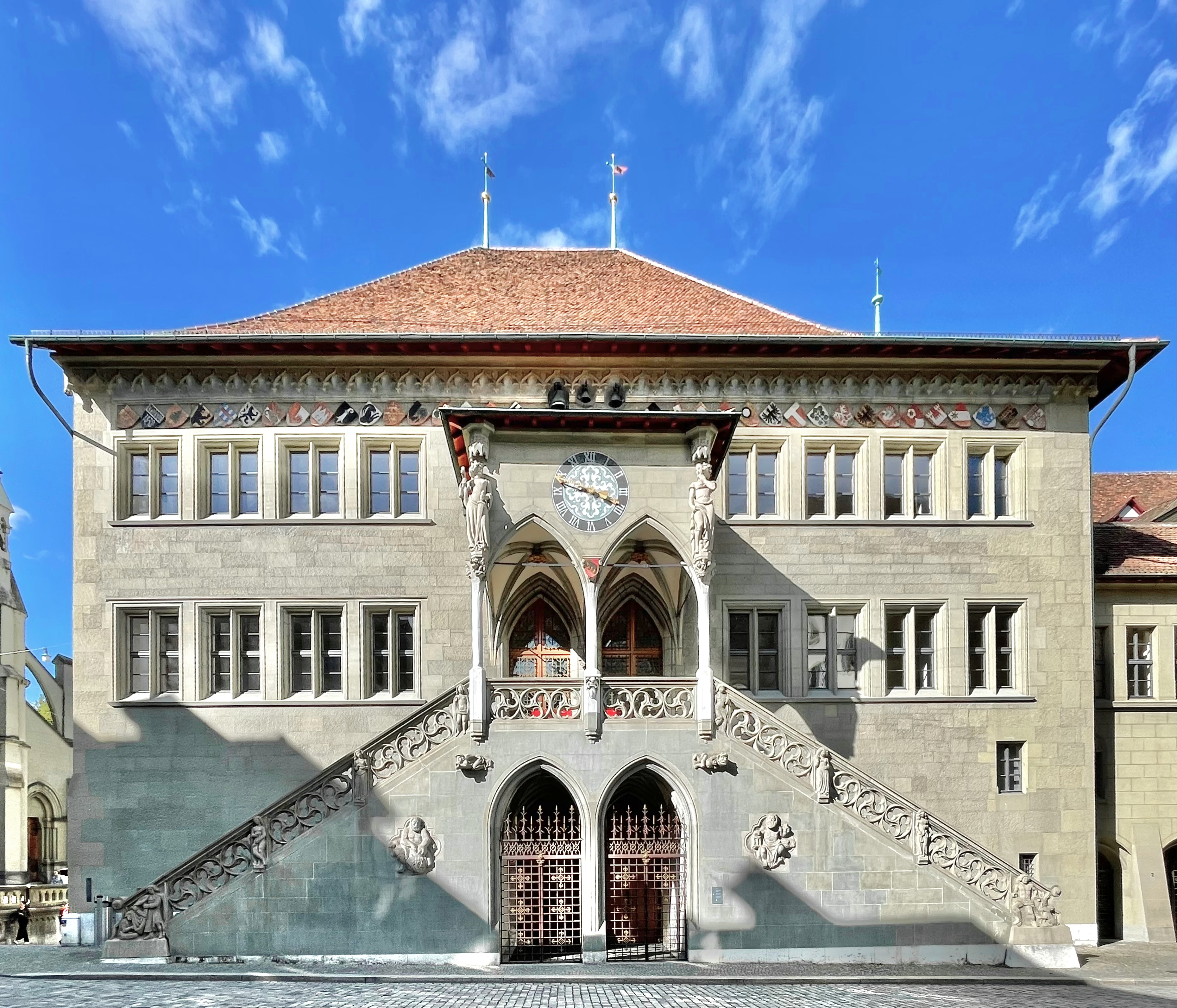
Hauptfassade (2024)

Das Berner Rathaus ist das historische Rathaus von Bern und bis heute das politische Zentrum von Stadt und Kanton Bern.
Das Gebäude liegt in der Berner Altstadt, am Rathausplatz 2, wo Postgasse, Kreuzgasse und Rathausgasse zusammenkommen. Westlich des Gebäudes liegt St. Peter und Paul und der Mani-Matter-Stutz, nördlich die Postgasshalde und die Aare.

## Nutzung

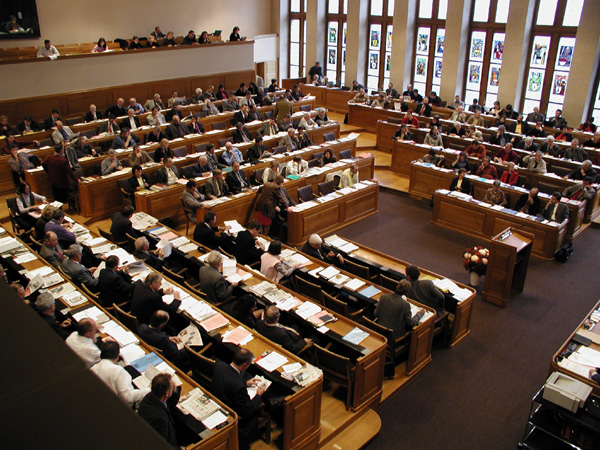
Session des Grossen Rates (2006).

Hier versammelt sich der Grosse Rat des Kantons Bern zu vier jährlichen Sessionen. Wenn das Parlament tagt, wird auf dem Dach des Rathauses die Berner Fahne gehisst.
Im Rathaus befindet sich auch der Sitz der Kantonsregierung. Die Mitglieder des Regierungsrats kommen jeweils am Mittwoch im Regierungszimmer zu ihren ordentlichen Sitzungen zusammen.
Jeweils am Donnerstag tagt im Grossratssaal die Legislative der Stadt Bern, der Berner Stadtrat. Ausserdem kommt hier regelmässig die Synode, das Parlament der evangelisch-reformierten Kirche des Kantons Bern, zusammen.

## Baugeschichte

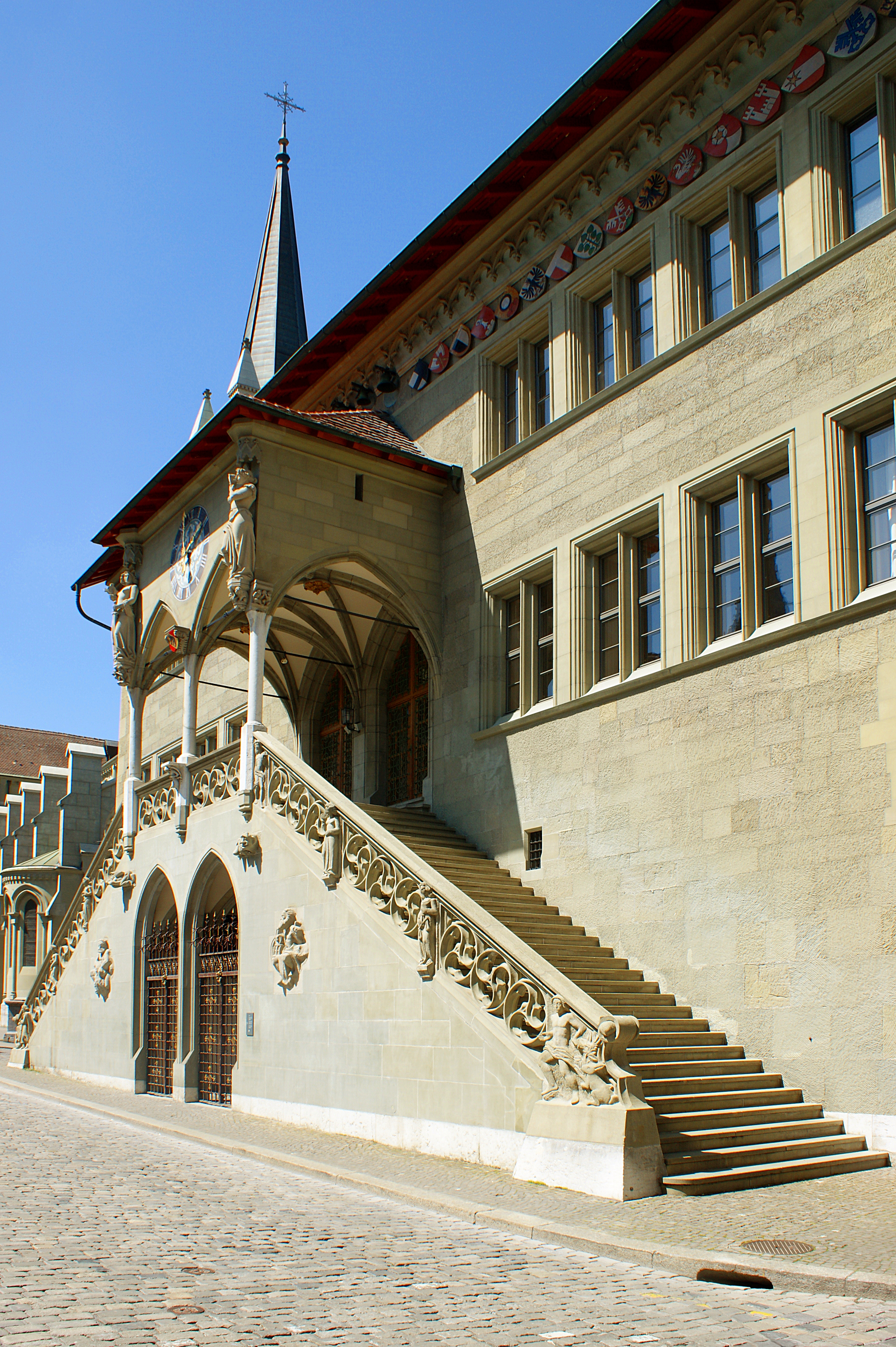
Freitreppe (2019)

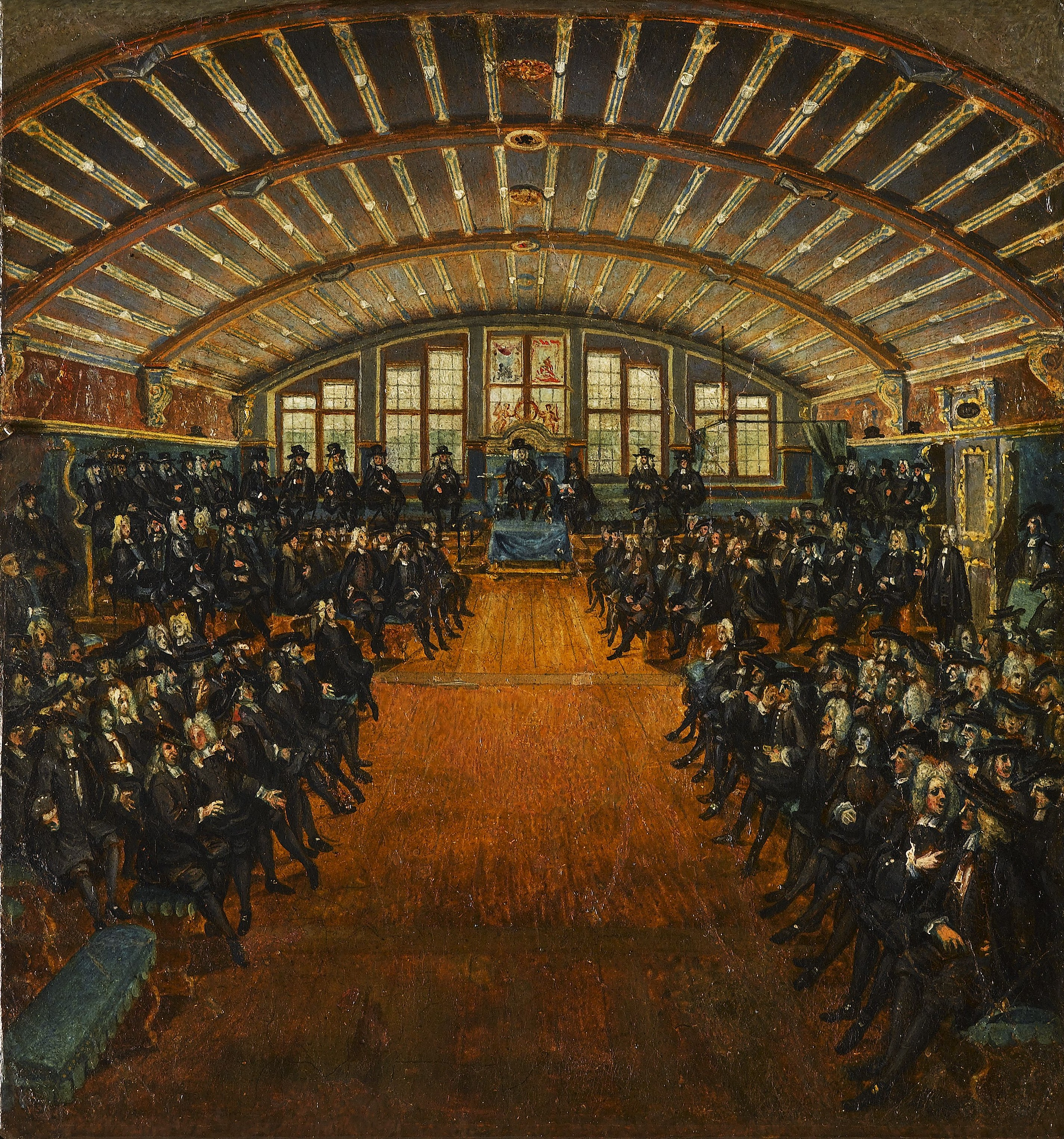
Burgerstube (ca. 1735)

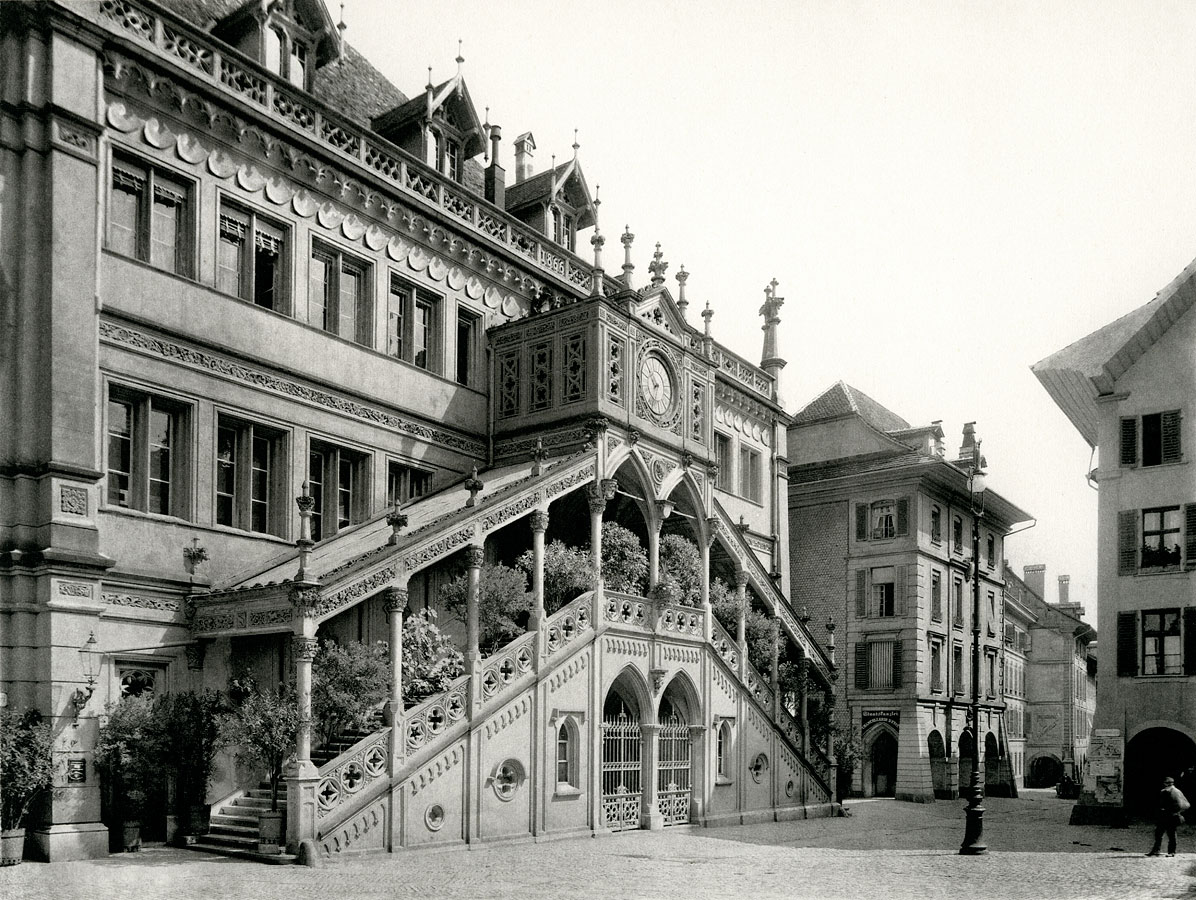
Berner Rathaus (1895), später entfernter Umbau von F. Salvisberg

Das Gebäude wurde im Auftrag des Stadtstaats Bern von 1406 bis 1417 im spätgotischen Stil unter Heinrich von Gengenbach und Hans Hetzel, einem Zimmermann aus Rottweil, erbaut und bereits 1414 in Betrieb genommen. Während der Helvetik wurde das Rathaus «Gemeindehaus» genannt. Von 1526 bis 1540 wurde für die Staatskanzlei neben dem Rathaus ein neues Gebäude gebaut. Nach der ersten demokratischen Verfassung des Kantons Bern von 1831 wurde die alte Burgerstube zu einem neuen Saal für den Grossen Rat inklusive einer Publikumstribüne umgebaut. Von 1865 bis 1868 wurden die Fassaden in neugotischem Stil, unter der Leitung von Friedrich Salvisberg, verkleidet.
Mit dem Umbau nach Plänen von Martin Risch bekam das Rathaus zwischen 1940 und 1942 unter dem sozialistischen Baudirektor Robert Grimm sein heutiges Gepräge. Die Halle im Erdgeschoss wurde wiederhergestellt, die verbliebene Stube des Kleinen Rates jedoch zerstört. Das sozialistische Gedankengut Grimms, gepaart mit geistiger Landesverteidigung, ist deutlich am Gebäude ablesbar, insbesondere anhand der Skulpturen, die von verschiedenen Künstlern fürs Rathaus neu geschaffen wurden.
1993 entging das Rathaus einem Sprengstoffanschlag des jurassischen Separatisten Christophe Bader.

## Ausstattung

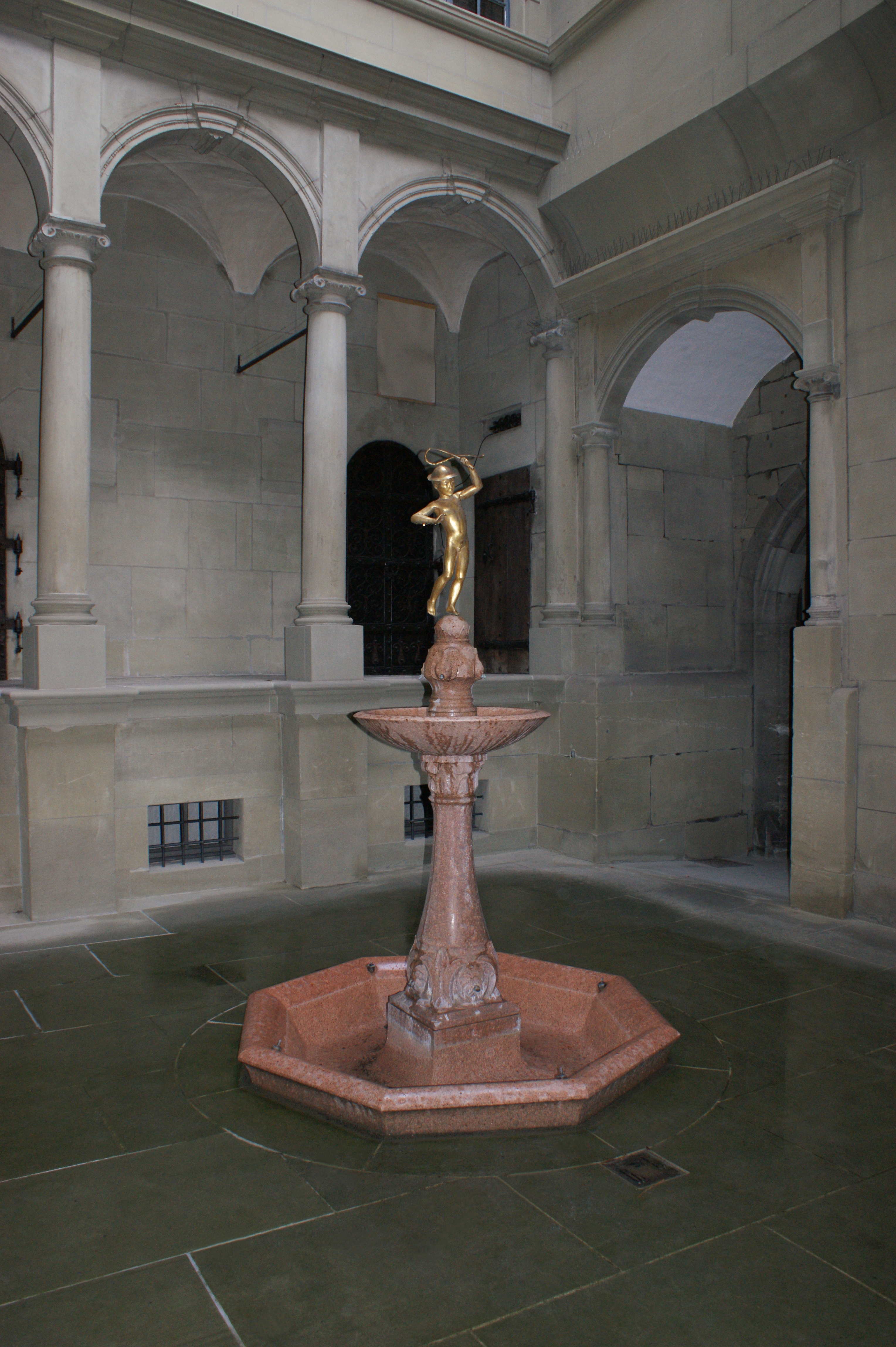
Brunnen im Rathaushof (2018)

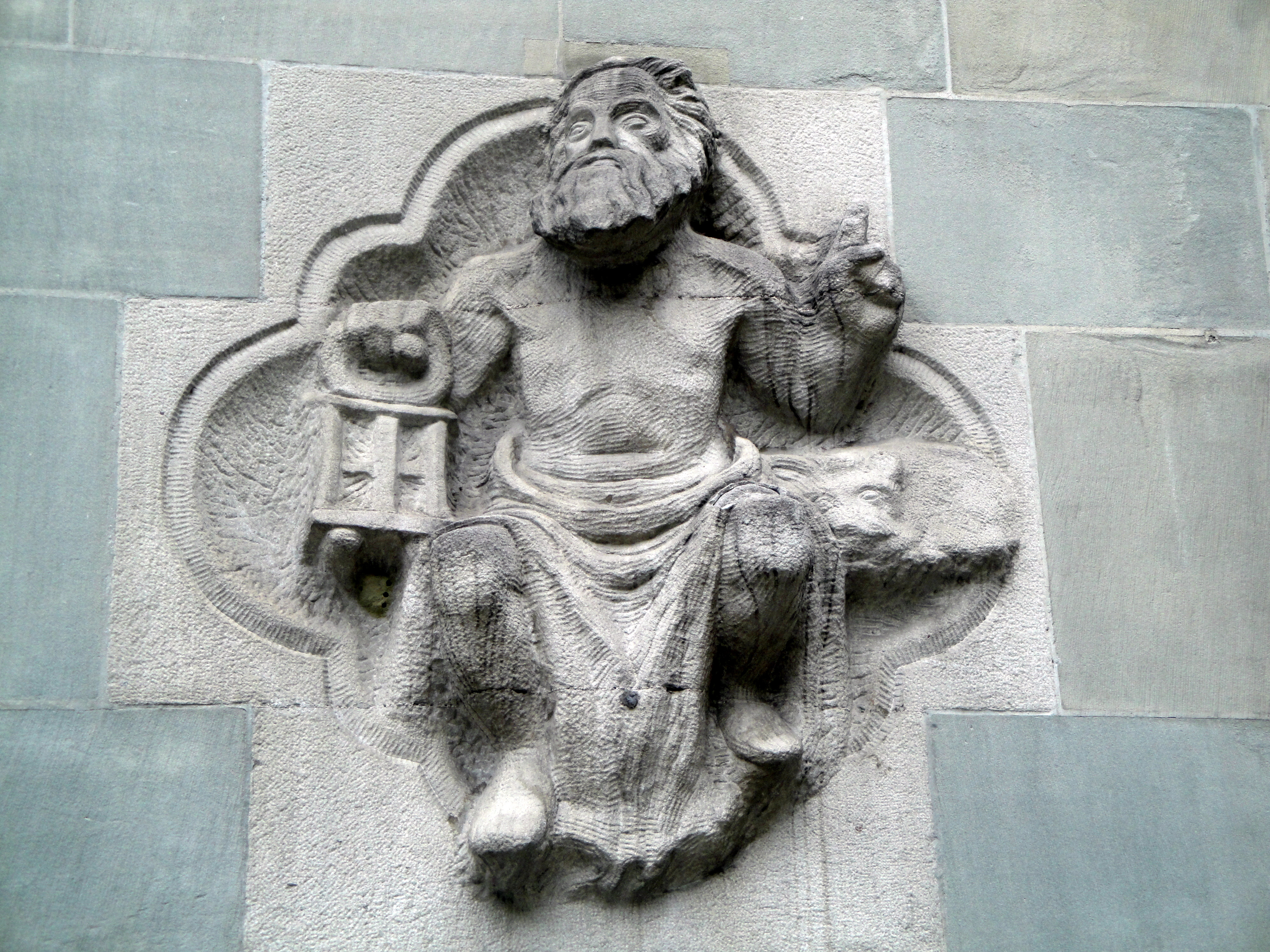
Südfassade, Diogenes, von Gustave Piguet (2011)

Der Bildhauer Gustave Piguet gestaltete 1942 die Südfassade. Auf der linken Seite Wahrheit, Engel, Diogenes, Tugenden und Heiliger Martin, rechts die Lüge, Satan, Samson, Laster und Feigheit. Im Innenhof des Zwischentrakts gestaltete Max Fueter den Hermes-Brunnen sowie die drei Masken oberhalb der Fenster.
In der Halle im Erdgeschoss befinden sich in den Fenstern historische Standesscheiben der Dreizehn Orte, die Gemälde Alter Schweizerkrieger, und Schwingerumzug von Ferdinand Hodler und das Schriftbild Licht, Zeit und Raum – Libertà – Ouvrir le passé à l’avenir von Rudolf Mumprecht aus dem Jahr 1991. Den Abschluss des Handlaufs der Treppe in den ersten Stock ziert Arnoldo d’Altris Drachentier von 1940/1942.
In der Wandelhalle befinden sich zwei Ratstische von Mathäus Funk aus den Jahren 1745 und 1754, die von Mathäus Funk und Daniel Funk gefertigte Ratspendule von 1753, Gemälde von Ferdinand Hodler und Martin Lauterburg und an der Decke Stuckaturen zur Geschichte Berns aus der Hand von Otto Kappeler (1884–1949). Die Ostseite des Grossratssaals ziert Karl Walsers monumentales Wandbild Aufbau von 1942, welches den Bau der Stadt Bern wiedergibt. Die Fenster enthalten Standesscheiben sämtlicher Schweizer Kantone aus dem Jahr 1953, die fast ausnahmslos von Künstlern der entsprechenden Kantone geschaffen wurden (Felix Hoffmann etc.). Die Skulptur Bauarbeiter  an der Nordfassade wurde von dem Berner Bildhauer und Kunstmaler Karl Schenk erstellt.

## Sonstiges
Infolge der COVID-19-Pandemie in der Schweiz wurde die Sommersession 2020 des Grossen Rates, wegen der beschränkten Platzverhältnisse im Grossratssaal, in die alte Festhalle auf dem Bernexpo-Areal verlegt.

## Literatur

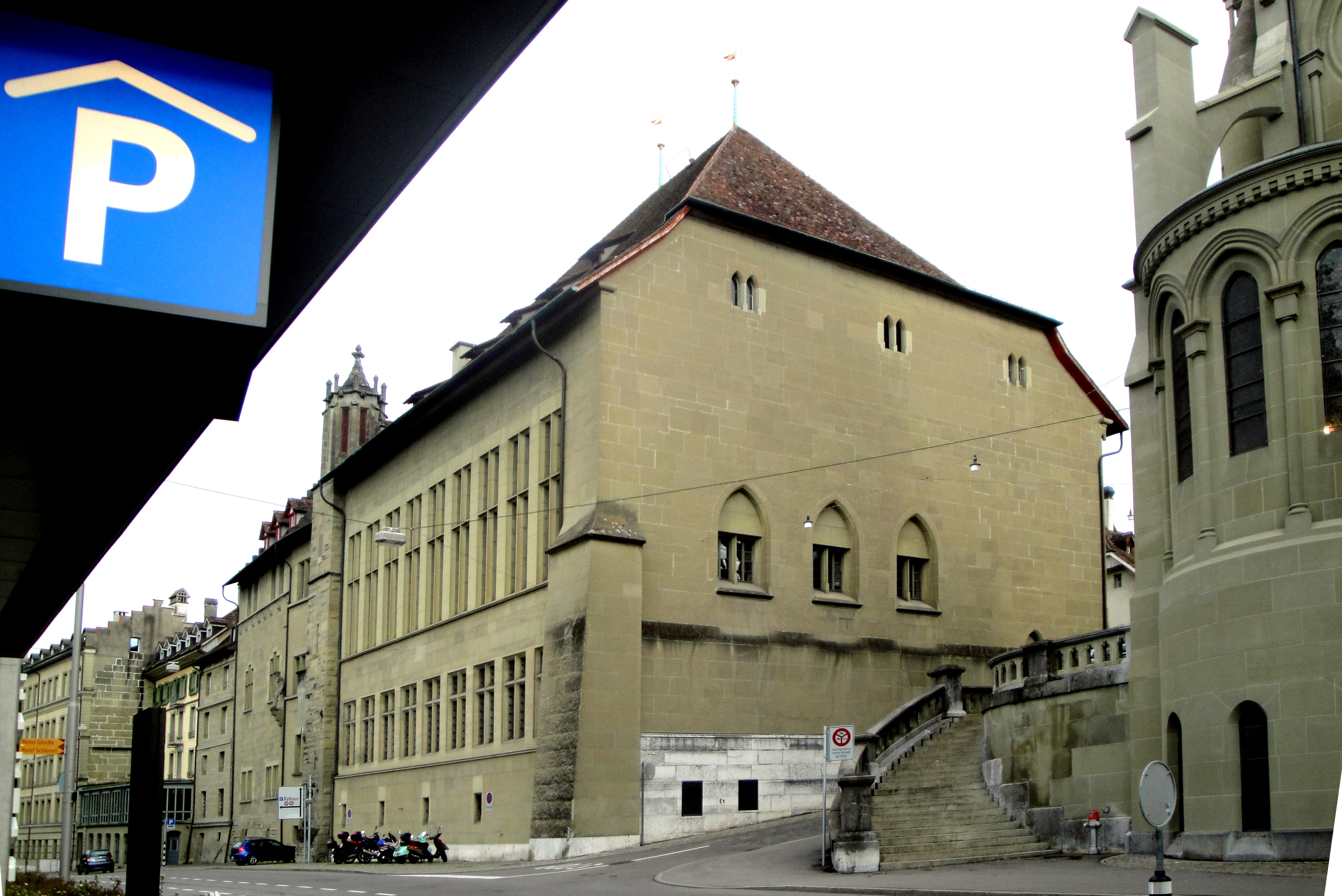
Nord- und Westfassade an Postgasshalde bzw. Mani-Matter-Stutz (2011)